# Феодоров, Гарри Афанасьевич
Гарри Афанасьевич Феодоров (14 октября 1935 — 25 июля 2013) — генерал-майор ВС СССР и ВС Российской Федерации, начальник Орджоникидзевского военного училища МВД СССР в 1983—1993 годах.

## Биография
Родился 14 октября 1935 года в Ново-Борисове (Минская область). Окончил Орджоникидзевское военное училище МВД СССР имени Кирова в 1959 году, службу в дальнейшем проходил на разных должностях в структуре МВД СССР. С собственных слов, служил в Молдавии, Западной и Восточной Украине, в Туле, Самаре и Владикавказе. В 1971 году окончил Военную академию имени М. В. Фрунзе.
В 1982 году назначен заместителем начальника Орджоникидзевского военного училища МВД СССР, а с декабря 1983 по июль 1993 годов был начальником этого училища — первым в его истории начальником, который был его же выпускником. По воспоминаниям Феодорова, выпускники 1989 года участвовали во многих командировках в горячие точки СССР: Сумгаит, Ереван, Баку и Тбилиси. При этом за период этих командировок училищем не было потеряно ни одного человека.
Всего Феодоров подготовил свыше 3 тысяч выпускников училища, семь выпусков были признаны лучшими среди всех выпусков училищ внутренних войск, а Орджоникидзевское училище трижды удостаивалось переходящего красного знамени.
Награждён орденом Красной Звезды, орденом «За службу Родине в Вооружённых силах СССР» и другими наградами.
Скончался 25 июля 2013 года, похоронен в Пятигорске. 25 июля 2014 года в Пятигорске был открыт памятник генерал-майору Феодорову.

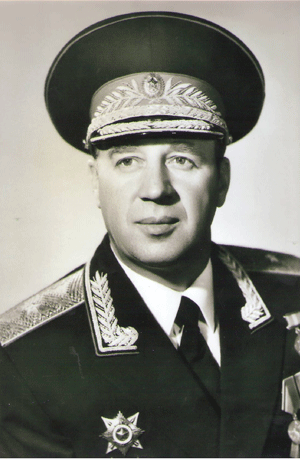